# A Chau
A Chau (chiń. 鴉洲; pinyin Yāzhōu) – wyspa w środkowej części Starling Inlet u wybrzeży Nam Chung w południowo-wschodniej części Nowych Terytoriów Hongkongu.
Wyspę zamieszkują czaplowate – gniazdują tu czapla biała, ślepowron zwyczajny, czapla złotawa i czapla nadobna. W 1985 roku wyspa została ogłoszona strefą o szczególnym znaczeniu dla nauki (ang. Site of Special Scientific Interest).